# Gerd Klier
Gerd Klier (* 16. Januar 1944 in Oestrich, Rheingau; † 21. März 2011) war ein deutscher Fußballspieler. Der Stürmer wurde viermal Torschützenkönig in der damals zweitklassigen Regionalliga und ist damit Rekordhalter.

## Karriere
Gerd Klier begann 1950 beim örtlichen FC Oestrich 1920 mit dem Fußballspielen. 1963 wechselte der Hesse als inzwischen 19-Jähriger in die Landeshauptstadt Wiesbaden zum FV Biebrich 02. Beim in der Amateurliga Hessen antretenden Verein spielte er gemeinsam mit Jürgen Grabowski zwei Spielzeiten und wechselte danach zum Freiburger FC in die damals zweitklassige Regionalliga Süd. Im Möslestadion schoss er zusammen mit Klaus-Peter Jendrosch, Helmut Siebert und Karl-Heinz Bente 1966/67 den FFC auf den siebten Platz. Auch bei diesem Verein, damals noch sportlich erfolgreichster Fußballklub in Freiburg, blieb er zwei Jahre worin er 27 Tore in 61 Ligaspielen schoss und ging dann zu Fortuna Düsseldorf. Nach einem Jahr in der Regionalliga West – die Fortuna startete mit Trainer Ernst Melchior in die Runde und löste diesen ab dem 19. Dezember 1967 durch Bernd Oles ab und belegte mit Ex-Nationaltorhüter Wolfgang Fahrian sowie den Feldspielern Waldemar Gerhardt, Werner Lungwitz, Werner Biskup und Egon Köhnen den sechsten Rang – wurde Klier aussortiert und es erfolgte ein Wechsel zurück nach Baden. Der FC 08 Villingen war hier seine nächste Station. Gerd Klier gelang nun der endgültige Durchbruch und wurde 1968/69 und 1969/70 Torschützenkönig der Regionalliga Süd. Unter dem jungen Trainer Rudolf Faßnacht und an der Seite des Routiniers Klaus Bockisch setzte er sich 1969 in der Torjägerliste vor Christian Müller und Wolfgang Breuer und 1970 vor Gerhard Kraft und Horst Wild durch.
Durch diese Erfolge wurde die Bundesliga auf ihn aufmerksam und so unterschrieb er nach 70 Spielen und 44 Ligatoren in zwei Jahren für Villingen einen Vertrag in der höchsten deutschen Spielklasse beim Hamburger SV. In seiner ersten und einzigen Bundesligasaison erzielte er allerdings nur vier Tore und verließ den HSV Richtung 1. FSV Mainz 05. Bei den Rheinhessen hatte er seine erfolgreichste Zeit: 1973 wurde er mit dem FSV Meister in der Regionalliga Südwest und wurde Torschützenkönig. Der Aufstieg in die Fußball-Bundesliga wurde allerdings in der Aufstiegsrunde gegen die Konkurrenten Fortuna Köln (Aufsteiger), St. Pauli, Karlsruher SC und Blau-Weiß 90 Berlin verpasst. 1974 war er erneut bester Torschütze der Liga, Mainz wurde Südwestpokalsieger und qualifizierte sich mit einem fünften Platz für die neugeschaffene 2. Bundesliga. In zwei Jahren zweite Liga gelangen Klier unter den Trainern Uwe Klimaschefski, Gerd Menne und Horst Hülß 11 und 16 Tore und sein Verein rangierte zumeist im Mittelfeld der Tabelle. Die Saison 1975/76 hatte man mit einem 12. Platz abgeschlossen, der Verein gab aber aus finanziellen Gründen freiwillig die Lizenz ab. So trat man in der Saison 1976/77 in der drittklassigen Amateur-Oberliga Südwest an. Trotz 19 Toren in 22 Spielen von Klier sprang am Ende nur ein sechster Platz in der Tabelle heraus, woraufhin der Torjäger zur FVgg. Kastel 06 wechselte und dort in der viertklassigen Landesliga Mitte seine Karriere ausklingen ließ.
Klier lebte zuletzt in Oestrich-Winkel und verstarb im März 2011 mit 67 Jahren nach einer Krankheit.

## Erfolge
- Südwestmeister mit dem 1. FSV Mainz 05 1973
- Südwestpokalsieger mit dem 1. FSV Mainz 05 1974
- Torschützenkönig der Regionalliga 1969, 1970 (Regionalliga Süd, beim FC 08 Villingen), 1973 und 1974 (Regionalliga Südwest, beim 1. FSV Mainz 05)

## Statistik
| Liga               | Spiele (Tore) |
| ------------------ | ------------- |
| Bundesliga (I)     | 24 0(4)       |
| 2. Bundesliga (II) | 66 0 (27)     |
| Regionalliga (II)  | 237 0 (146)   |
| Wettbewerb         |               |
| DFB-Pokal          | 12 0(2)       |